# Théâtre Jean-Vilar (Saint-Quentin)
Pour les articles homonymes, voir Théâtre Jean-Vilar.
Le théâtre Jean-Vilar, anciennement dit théâtre municipal de Saint-Quentin, est un théâtre à l'italienne implanté sur la place de l'Hôtel-de-Ville de Saint-Quentin, dans le département de l'Aisne.

## Historique
Le théâtre est construit en 1842 sur le modèle du théâtre de Caen, édifié en 1838 selon les plans de l'architecte Émile Guy, architecte de la Ville de Caen. La façade d'inspiration néo-classique est ornée en 1854 par le sculpteur Matagrin. En 1921, le plafond de la salle est décoré par le peintre Eugène Prévost, dit Eugène Messemin (La Chapelle-Saint-Mesmin, 1880 - Paris, 1944) et représente La Paix et le Travail escortent la Ville de Saint-Quentin renaissante après les destructions de la Première Guerre mondiale. Le théâtre municipal prend le nom de théâtre Jean-Vilar en 1991.
Il est inscrit au titre des monuments historiques en 1995.

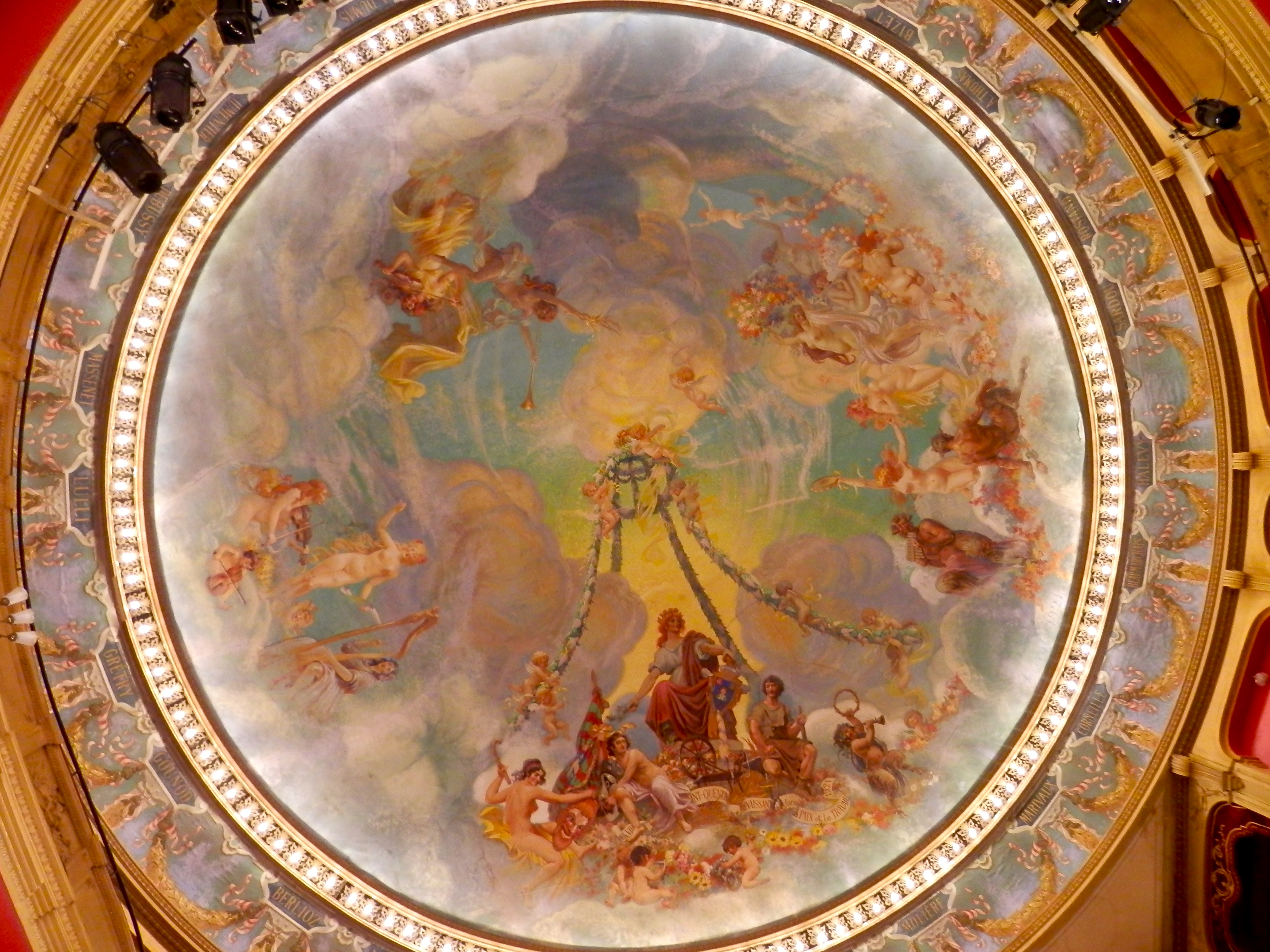
Eugène Prévost, La Paix et le Travail escortent la Ville de Saint-Quentin renaissante (1921), plafond de la salle.